# Pseudochoeromorpha
Pseudochoeromorpha is een kevergeslacht uit de familie van de boktorren (Cerambycidae). De wetenschappelijke naam van het geslacht werd voor het eerst geldig gepubliceerd in 1936 door Breuning.

## Soorten
Pseudochoeromorpha omvat de volgende soorten:
- Pseudochoeromorpha lar (Pascoe, 1865)
- Pseudochoeromorpha ochracea (Thomson, 1878)
- Pseudochoeromorpha siamensis Breuning, 1936
- Pseudochoeromorpha vagemarmorata Breuning, 1961